# Курилівка (Черкаський район)
Кури́лівка — село в Україні, у Черкаському районі Черкаської області. Входить до складу Бобрицької сільської громади. Розташоване за 20 км на захід від міста Канів та за 18 км від залізничної станції Ляплава.
Населення села становить 231 особа, дворів 145 (2009; 264 особи в 2007).
Протяжність доріг — 7,5 км з них з твердим покриттям — 2,8 км, водогін — 6,5 км.

## Історія
Перша згадка про село, за переказами, відноситься ще до періоду виникнення козацтва. У часи заснування село потопало в густих лісах (які з часом знищили) і було хрестоподібно покраяне ярами, що з'єднувалися в центрі села. Звідси і пішла перша назва — Хрещатий Яр.
За одним із переказів, нинішня назва Курилівка походить від промислу місцевих жителів: тут була винокурня (завод), і курили вино чи то горілку (до сьогодні існує урочище Заводський ліс з рештками будівельних матеріалів). За іншими переказами, назву Курилівка село отримало за того часу, коли належало панам, а першим паном був Курило.
Лаврентій Похилевич у «Сказанні про населені місцевості Київської губернії» 1864 року пише:

Куриловка, село в 5-ти верстах на запад от Канева. Жителей обоего пола — 638, земли — 1364 десятины. В некотором расстоянии находятся два давних земляных городка, о коих жители не сохранили никакого предания. В 1789 г. село принадлежало к имениям Станислава Понятовского и заключало в себе 60 усадеб и 530 душ обоего пола. С 1800 г. по 1822 г. принадлежало Иосифу Козаринову; в настоящее время — братьям Иосифу и Николаю Донцовым, получившим имение по наследству от матери Анны Александровны, урожденной Казариновой; но 381 десятину крестьяне приобрели в собственность, по силе выкупного договора 1863 г. за 18852 рубля.

Перша згадка про церкву датується 1719 роком. Була вона з липового дерева, вкрита соломою, збудована в честь Архістратига Михаїла. У 1765 році церкву було розібрано, а на її місці побудовано більшу з дубового дерева з трьома куполами на місці кладовища. У 1814 році Йосип Козаринов побудував нову кам'яну церкву (яка донині не збереглася — зруйнована під час німецько-радянської війни). 23 квітня 1837 року при церкві було організовано богодільню для утримання бідних.
З 1789 року село належало Понятовському, у 1800—1822 роках — Йосипу Козаринову, який переселив частину селян і заснував нове село Козаринівка (нині Козарівка). Пізніше село було власністю братів Йосипа і Миколи Павловичів-Донцових. У передреволюційні часи власниками села були пан Зноско-Боровський та орендар Невін.
На 1 січня 1900 року в селі налічувалося 168 дворів, 842 жителі, з них — 436 чоловіків та 406 жінок. Основна зайнятість населення — землеробство, виїжджали селяни й на заробітки до Таврійської, Херсонської та Катеринославської губерній. З 1066 десятин землі 471 належала селянам, 557 — поміщикам, 30 — церкві. Пожежний обоз складався з 2 бочок та 4 багрів. На той час у селі діяли православна церква, церковно-парафіяльна школа під наглядом пана, 10 вітряних млинів, олійниця, кузня, богодільня, сільський банк (на 1 січня 1900 року нараховувалося 751 карбованець 12 копійок).
У 1930-ті роки створено першу артіль зі спільного обробітку землі. Голодомор 1932—1933 років забрав життя 35 односельців. В роки німецько-радянської війни 120 односельців пішли на фронт, з них загинуло 88 осіб. Близько 60 дітей, юнаків та дівчат було вивезено на примусові роботи до Німеччини. У селі знаходиться братська могила воїнів, які загинули на території села та його околицях під час війни.
Після визволення села навесні 1944 року почалася відбудова господарства. Відновили роботу колгосп імені Шевченка (перший голова — М. М. Забоєнко), сільська рада (голова — І. Ф. Ждан), неповна середня школа; почала функціонувати соціальна сфера.
З 1954 року неповна середня школа (складалася з двох приміщень) стала середньою і проіснувала до 1981 року, у ній навчалися також діти і з навколишніх сіл.
У 50-х роках колгосп об'єднали з сусідніми селами: спочатку — з селом Козарівка, за кілька років — з селом Тростянець. У 1966 році колгосп було об'єднано з Грищинецьким імені Куйбишева. З 1965 року по 1989 рік в селі діяла виробнича дільниця Канівської ГЛМС.
У 1990 році в селі було організовано колгосп «Дружба», головою правління якого обрано М. П. Пустового. У 1990-их роках відновлено будівлю сільської ради, побудовано новий фельдшерсько-акушерський пункт, нові виробничі приміщення колгоспу «Дружба», реставровано школу, прокладено асфальт, водогін.

## Сучасність
Нині в селі діють сільський клуб, бібліотека, фельдшерсько-акушерський пункт, магазин. Село електрифіковане, має телефонний зв'язок та автобусне сполучення з райцентром.
На землях сільської ради працюють СВК «Дружба» (голова — М. П. Пустовий), ФГ «Пустовий». Частину земель орендують НВФ «Урожай» та ВП «Птахофабрика Миронівська».
У селі діє самодіяльний колектив Курилівського сільського клубу (керівник Л. І. Кучеренко).

## Населення

### Мова
Розподіл населення за рідною мовою за даними перепису 2001 року:
| Мова       | Кількість | Відсоток |
| ---------- | --------- | -------- |
| українська | 259       | 98.11%   |
| російська  | 5         | 1.89%    |
| Усього     | 264       | 100%     |

## Персоналі
В селі народились:
- Г. П. Донець — поет, член Національної спілки письменників України, який навчався в Курилівській школі і ще до війни почав трудову діяльність вчителем цього закладу;
- М. Г. Дармокрик — заслужений механізатор України, нагороджений орденами Леніна і Трудового Червоного Прапора;
- А. М. Півень — удостоєний ордена Трудової Слави III ступеня.